# Шубани (Багдатский муниципалитет)
Шубани (груз. შუბანი) — село в Грузии, в муниципалитете Багдати в крае Имеретия.

## География
Шубани расположен на берегу реки Корисскали. Высота центра — 320 метров. Находится в 8 километрах от Багдати.

## Население
По данным на 2014 год в селе проживает 228 человек.
| Год  | Население | Мужчины | Женщины |
| ---- | --------- | ------- | ------- |
| 2002 | 321       | 161     | 160     |
| 2014 | ▼228      | 113     | 115     |